# Aspidogyne rariflora
Aspidogyne rariflora är en orkidéart som först beskrevs av John Lindley, och fick sitt nu gällande namn av Leslie Andrew Garay. Aspidogyne rariflora ingår i släktet Aspidogyne och familjen orkidéer. Inga underarter finns listade i Catalogue of Life.